# Lucciana
Lucciana – miejscowość i gmina we Francji, w regionie Korsyka, w departamencie Górna Korsyka.
Według danych na rok 1990 gminę zamieszkiwało 3217 osób, a gęstość zaludnienia wynosiła 110 osób/km².